# آک‌بیئیک (خیزان)
آک‌بیئیک (به ترکی استانبولی: Akbıyık، به ارمنی: Էգու) یک منطقهٔ مسکونی در ترکیه است که در خیزان واقع شده‌است. آک‌بیئیک ۳۷۷ نفر جمعیت دارد.